# James Watt
James Watt (n. 19 ianuarie 1736, Greenock⁠(d), Scoția, Regatul Marii Britanii – d. 25 august 1819, Birmingham, Anglia, Regatul Unit al Marii Britanii și Irlandei) a fost un matematician, inventator și inginer scoțian, care a activat într-o perioadă de efervescență a revoluției industriale, ca fiind cel care a adus importante îmbunătățiri funcționării mașinii cu abur a lui Thomas Newcomen, prin inventarea camerei de condensare a aburului separată, respectiv reproiectarea și adaptarea regulatorului centrifugal la mașinile sale cu abur. James Watt este, de asemenea, și inventatorul și deținătorul de patent al locomotivei cu abur.

## Biografie
S-a născut în localitatea Greenock din Regatul Unit. Studiile și le-a terminat la Londra, Anglia, începând și activitatea de fabricant de instrumente matematice. A revenit pe plaiurile natale, în Glasgow, Scoția. A fost fabricantul de instrumente matematice folosite de Universitatea din Glasgow. Aici i s-a oferit să repare o „mașină cu abur”, de unde i-a încolțit ideea ameliorării acesteia; astfel au apărut „camera separată de condensare a aburului” (1769) și „regulatorul de turație al mașinii cu abur” (1788).
Ulterior se mută în Anglia la Birmingham. Aici se înscrie într-un club, Lunar Society (traducere aproximativă „Societatea fanteziștilor”), care - în ciuda numelui înșelător - era de fapt un club științific format din inventatori. Multe din originalele lucrărilor sale se găsesc la Birmingham Cultural Library.
James Watt, împreună cu un industriaș britanic, Matthew Boulton, reușesc să creeze o întreprindere de fabricare a ceea ce se numea „mașina cu abur a lui Watt, îmbunătățită” (1774). Tot aici va realiza, împreună cu un alt inventator scoțian William Murdoch, un angrenaj de „convertire a mișcării verticale în mișcare de rotație” (1781). Ulterior, a mai realizat o mașină cu „dublă acțiune” (1782).
Watt este cel care a introdus unitatea de măsură denumită cal putere, pentru a putea compara puterile diferitelor mașini cu abur ale timpului și care era, atunci, echivalentul ridicării a 550 livre într-o secundă, sau echivalentul a aproximativ 735,5 watt (unitatea de măsură a puterii din Sistemul Internațional).
De numele său este legată, de asemenea, denumirea watt-ului ca unitate de măsură a puterii mecanice.